# Dem Bow
Dem Bow es una canción lanzada en 1990 e interpretada por el cantante jamaiquino de reggae Shabba Ranks y producida por Bobby Digital. El instrumental es un ritmo de  dancehall y fue incorporado en el surgimiento del reguetón de Puerto Rico y en la llamada plena de Panamá en la década de 1990. Se llamaba el riddim Poco Man Jam (basado en la canción homónima de Gregory Peck de 1990), creado por los productores jamaiquinos Steely & Clevie a principios de la década de 1990. El ritmo de la canción tuvo gran influencia, ya que en Puerto Rico fue pieza fundamental, junto con el rap, en el nacimiento del reguetón.

## Historia
Después de su lanzamiento, "Dem Bow" fue remezclada y cubierta transnacionalmente, y es en estas alteraciones musicales leves que se revela la metamorfosis cultural latina. En 1990, el panameño Nando Boom lanzó "Ellos Benia" ("Dem bow") y "Pensión", mientras que el también panameño El General lanzó "Son Bow" en el mismo año, adaptaciones en español basada en las letras originales de Shabba Ranks del inglés al español, bajo los sellos disqueros Shelly's Records  y New Creations (esta última versión mezclada en el estudio Penthouse de Jamaica), establecidos en la ciudad de Nueva York, con la finalidad de conseguir una expansión del dancehall por América Latina. La palabra "bow" se transformó de un verbo que describe la sexualidad ilícita a un sustantivo usado para etiquetar a una persona gay como un paria social. 
Años más tarde otros remixes de Dem Bow de mediados de los años 90 se utilizaron en Puerto Rico y Nueva York en forma de largas mezclas de 30 minutos que fusionaron muestras digitales de hip hop, dancehall. Estas mezclas de dancehall y hip hop crearon un nuevo espacio intercultural dentro de la diáspora urbana de Nueva York y Puerto Rico. Además, mientras que la introducción de herramientas de producción digital fueron accesibles ampliaron la conversación súbita entre diásporas a través de los géneros, y también proporcionó un mecanismo para la comercialización generalizada de lo que hoy se conoce como Reggaeton. Esta canción usó el riddim con rasgos de la percusión de la religión jamaiquina Pocomania "Poco Man Jam" el cual fue la base para el género del reguetón nombrado en Puerto Rico como "Dem Bow riddim". Respecto a su relación con los orígenes del reguetón.